# Maiken Caspersen Falla
Pour les articles homonymes, voir Caspersen et Falla.
Maiken Caspersen Falla, née le 13 août 1990 à Lørenskog, est une fondeuse norvégienne. 
Elle est considérée comme l'une des meilleures sprinteuses des années 2010. Elle devient championne olympique de la discipline lors Jeux olympiques 2014 à Sotchi, puis vice-championne lors de l'édition de 2018 à Pyeongchang. Lors de ces Jeux, elle remporte également la médaille de bronze du sprint par équipes.
Elle possède dix médailles mondiales à son palmarès, dont cinq titres : le sprint individuel en 2017 et en 2019 ainsi que le titre du sprint par équipes en 2015 et 2017 et dans les mêmes Mondiaux à Lahti, le relais quatre fois cinq kilomètres. 
Elle remporte à trois reprises le globe de cristal récompensant la vainqueure de la Coupe du monde dans la discipline des sprints, en 2016, 2017 et 2018. Elle remporte quinze victoires individuelles et six victoires par équipes.

## Biographie
Maiken Caspersen Falla fait ses débuts internationaux en janvier 2007 lors de la Coupe de Scandinavie. À la fin de cette saison, elle dispute ses premières courses FIS. Après une nouvelle course FIS la saison suivante, puis trois à Beitostølen lors de l'ouverture de la saison 2008-2009, dont une quatrième place sur un sprint libre, elle prend son premier départ en Coupe du monde en novembre 2008 à Kuusamo, obtenant 22e place. Pour sa deuxième course à ce niveau, le sprint libre de Düsseldorf, trois semaines plus tard, elle monte sur son premier podium en terminant troisième derrière Petra Majdič et Natalia Matveeva. Le lendemain, associée à Celine Brun-Lie, elle termine deuxième d'un sprint par équipes derrière un relais russe. Après un retour en Norvège pour les championnats nationaux, où elle obtient une deuxième place du sprint derrière Celine Brun-Lie, elle retrouve le circuit de la Coupe du monde à Otepää où elle échoue en demi-finale du sprint.
Elle se rend alors aux Championnats du monde junior de Praz de Lys-Sommand en France où elle termine troisième du sprint derrière sa compatriote Ingvild Flugstad Østberg et la Suédoise Hanna Brodin. Cinquième d'un dix kilomètres puis 24e d'un cinq kilomètres, elle remporte ensuite le titre mondial avec le relais norvégien également composé de Marthe Kristoffersen, Hilde Lauvhauet et Ingvild Flugstad Østberg. Elle enchaîne avec les championnats du monde de Liberec, où elle ne franchit pas l'étape des qualifications au sprint. Elle termine sa saison par deux départs en Coupe du monde, à Lahti et Trondheim, où elle dispute une demi-finale.
En 2010, elle honore sa première sélection aux Jeux olympiques à Vancouver, pour disputer uniquement le sprint classique, qu'elle achève au vingtième rang.
Lors de sa première participation aux Championnats du monde en 2011 à Oslo, elle est présentée comme l'une principales adversaires de la grande favorite Marit Bjørgen. Deuxième temps des qualifications derrière celle-ci, Falla chute lors de son quart de finale. Lors du sprint par équipes, où elle est associée à Astrid Jacobsen, elle remporte sa première médaille mondiale en obtenant la troisième place, derrière les Suédoises Ida Ingemarsdotter et Charlotte Kalla et le relais finlandais composé de Aino Kaisa Saarinen et Krista Lähteenmäki. Durant cette même saison 2010-2011, elle obtient une troisième place à Otepää derrière la Slovène Petra Majdič et la Suédoise Hanna Brodin, une deuxième place à Drammen derrière l'Américaine Kikkan Randall et une troisième lors du sprint de Stockholm lors des Finales,  derrière Petra Majdič et Marit Bjørgen. Elle participe aux deux sprints par équipes, terminant deuxième à Düsseldorf avec Celine Brun-Lie et première à Liberec avec Marit Bjørgen.
La saison suivante, elle obtient son premier podium à Davos, troisième derrière Kikkan Randall et Natalia Matveeva, puis remporte le sprint suivant disputé à Rogla devant la Canadienne Chandra Crawford et Ida Ingemarsdotter, remportant ainsi son premier succès individuel en coupe du monde. Elle obtient ensuite autres podium, à Milan en finissant troisième d'un sprint libre derrière Ida Ingemarsdotter et Kikkan Randall, à Szklarska Poreba, deuxième derrière Ida Ingemarsdotter et troisième du sprint de Stockholm, première étape des Finales de la coupe du monde. Ces résultats lui permettent de finir à la deuxième place du classement de la coupe du monde de sprint derrière Kikkan Randall.
Maiken Caspersen Falla débute la coupe du monde 2012-2013 à Québec, où elle termine troisième d'un sprint par équipes, associée à Celine Brun-Lie, les Norvégiennes s'inclinant face aux Américaines Jessica Diggins et Kikkan Randall et les Allemandes Hanna Kolb et Denise Herrmann, puis deuxième du sprint libre derrière Kikkan Randall. La semaine suivante, elle obtient un podium sur une course longue distance, troisième du dix kilomètres classique mass-start à Canmore derrière la Polonaise Justyna Kowalczyk et la Finlandaise Anne Kyllönen. Deux jours plus tard, sur ce même lieu, elle remporte le sprint devant l'Américaine Randall et sa compatriote Celine Brun-Lie.  Après le tour de ski, elle termine troisième à Liberec derrière la Finlandaise Mona-Lisa Malvalehto et Justyna Kowalczyk. Toujours sur ce site, elle remporte le sprint par équipe où elle concourt avec Ingvild Flugstad Østberg. 
Lors de la première épreuve des mondiaux 2013 de Val di Fiemme, un sprint classique, elle termine troisième derrière Marit Bjørgen et Ida Ingemarsdotter. Après les mondiaux, elle ne parvient pas en finale lors des sprint de Lahti et Drammen. Lors des Finales, elle échoue en quart de finale lors du sprint, terminant finalement quatorzième de ce mini-tour. Elle termine finalement quatrième de la coupe du monde sprint, classement remporté par Kikkan Randall. 

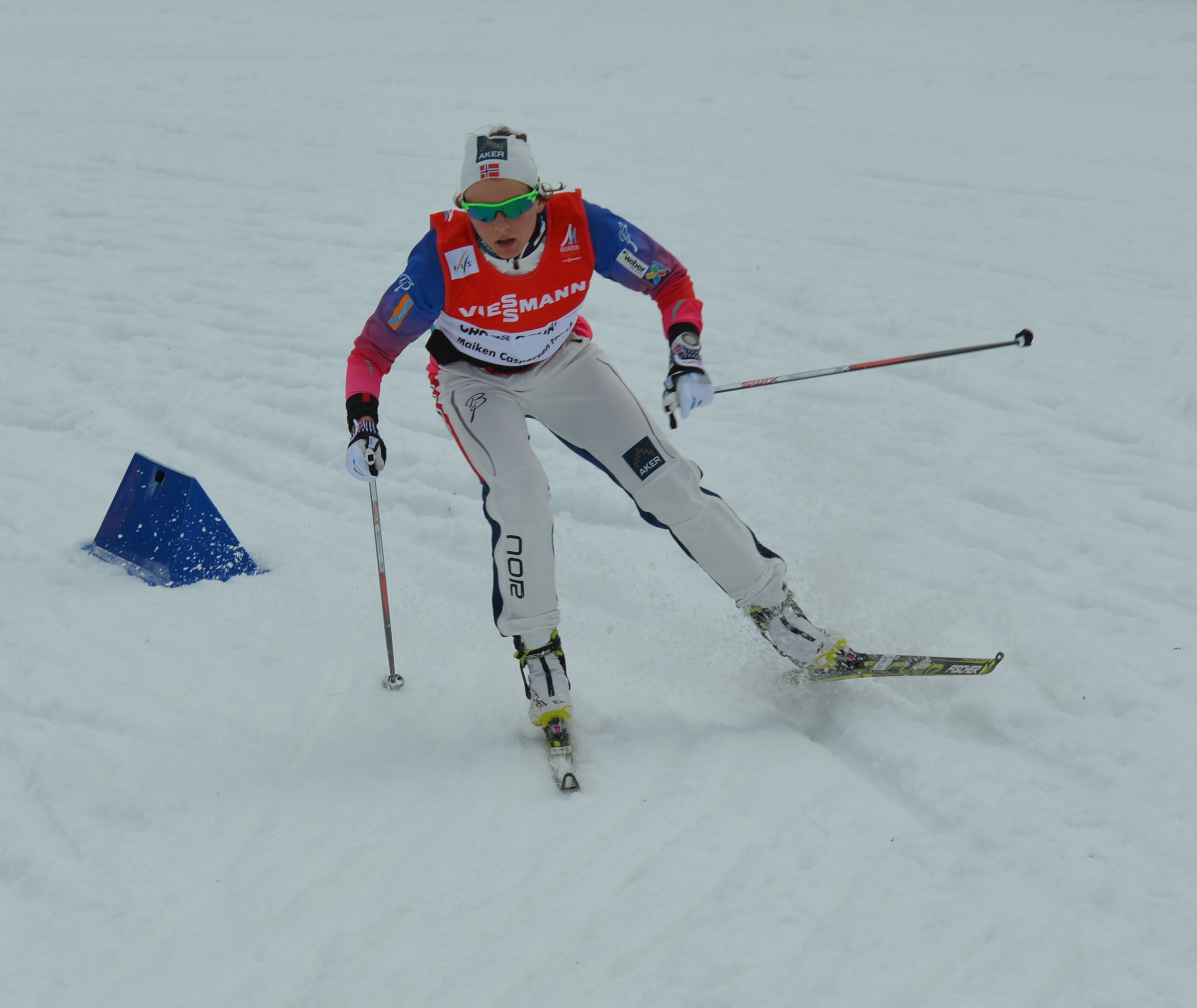
Falla, lors d'un entraînement pour les mondiaux 2015.

Lors de la saison 2013-2014, elle ne parvient pas à se qualifier en finale lors des deux premiers sprints de coupe du monde auxquels elle participe, avant d'obtenir son premier podium, une troisième place, à Asiago, derrière Justyna Kowalczyk et la Finlandaise Anne Kyllönen. Le lendemain, elle obtient une deuxième place lors du sprint par équipes où elle concourt avec Ingvild Flugstad Østberg. Elle retrouve ensuite la coupe du monde lors d'un sprint à Nove Mesto où elle ne franchit pas l'étape des qualifications,  puis sur le même site, elle s'impose avec Ingvild Flugstad Østberg. Elle termine ensuite quatrième à Toblach lors du dernier sprint avant les Jeux olympiques de Sotchi. Lors de l'épreuve sprint, elle réalise le meilleur temps des qualifications, puis remporte son quart de finale et sa demi-finale. En finale, elle mène toute la course et s'impose devant sa compatriote Ingvild Flugstad Østberg et la Slovène Vesna Fabjan. Elle n'est pas retenue pour défendre les couleurs norvégiennes lors du sprint par équipes. Pour la première épreuve après les jeux, elle termine cinquième à Lahti, avant de remporter le sprint classique de Drammen où elle devance d'un pied Marit Bjørgen. Elle termine dixième du sprint de Falun, lors des Finales où elle termine finalement dix-huitième de ce mini-tour.
Après des débuts à Ruka avec un troisième place lors du sprint classique, Falla participe au Nordiq Opening disputé à Lillehammer où elle termine quatrième du sprint, devancée par trois compatriotes, Marit Bjørgen, Celine Brun-Lie et Heidi Weng et où elle termine à la septième place finale. La semaine suivante, à Davos, elle est devancée par une compatriote Ingvild Flugstad Østberg lors du sprint libre. Une semaine plus tard, sur ce même lieu, elle s'incline en demi-finale d'un nouveau sprint libre. Elle commence le tour de ski avant de terminer celui-ci après la troisième étape après une cinquième place du sprint de Val Mustair. Quatrième à Otepää, où elle termine également deuxième d'un sprint par équipes avec Ingvild Flugstad Østberg, devancé par les Suédoises Ida Ingemarsdotter et Stina Nilsson. À Östersund, elle obtient une deuxième place du sprint classique remporté par Marit Bjørgen.
Pour la première épreuve des Championnats du monde de Falun, le sprint classique, elle termine troisième de la finale derrière sa compatriote Marit Bjørgen et la Suédoise Stina Nilsson. Lors de l'épreuve de sprint par équipe, elle est associée à Ingvild Flugstad Østberg, les deux Norvégiennes s'imposant devant le relais suédois composé de Nilsson et Ida Ingemarsdotter.
Après les mondiaux, elle participe à deux nouveaux sprints, s'inclinant en demi-finale à Lahti et remportant celui de Drammen, devant Heidi Weng et Marit Bjørgen. Elle termine finalement la saison à la troisième du classement général des sprints, devancé par Marit Bjoergen et Ingvild Flugstad Østberg.
Falla commence sa saison 2015-2016 par une victoire lors du sprint classique de Ruka devant la Suédoise Stina Nilsson, où elle termine finalement dixième du mini-tour. Elle enchaine par une cinquième place du skathlon de Lillehammer, lieu où elle remporte un relais quatre fois cinq kilomètres avec Ingvild Flugstad Østberg, Therese Johaug et Heidi Weng. Une semaine plus tard, elle termine deuxième à Davos, derrière, Stina Nilsson, puis remporte une nouvelle victoire à Toblach, devant Østberg et Nilsson. Elle remporte ensuite le sprint du tour de ski, à Lenzerheide avant de rentrer aussitôt en Norvège. Souffrante, elle ne passe pas les qualifications à Planica lors de son retour sur le circuit de la coupe du monde. Elle remporte ensuite le sprint de Drammen, troisième victoire consécutive sur ce site, devant Østberg et Natalia Matveeva, puis celui de Stockholm, toujours devant Østberg, Nilsson prenant la troisième place. Douzième d'un cinq kilomètres à Falun, elle remporte le sprint de Lahti, devant Jessica Diggins et Heidi Weng, puis termine quatrième d'un skiathlon remporté par Johaug. Elle dispute ensuite le Ski Tour Canada, nouveau mini-tour du calendrier. Elle remporte le sprint initial de Gatineau devant Stina Nilsson et Heidi Weng, puis, après une quatrième place du dix kilomètres et demi de Montreal, elle termine deuxième du sprint de Quebec, derrière Stina Nilsson. Elle remporte le sprint de Canmore, devant Astrid Jacobsen et Ingvild Flugstad Østberg, terminant finalement dixième du classement général. Avec huit victoires, deux deuxième place en onze sprints disputés, elle obtient 726 points et la première place du classement général de la spécialité, devant Ingvild Flugstad Østberg et Stina Nilsson.

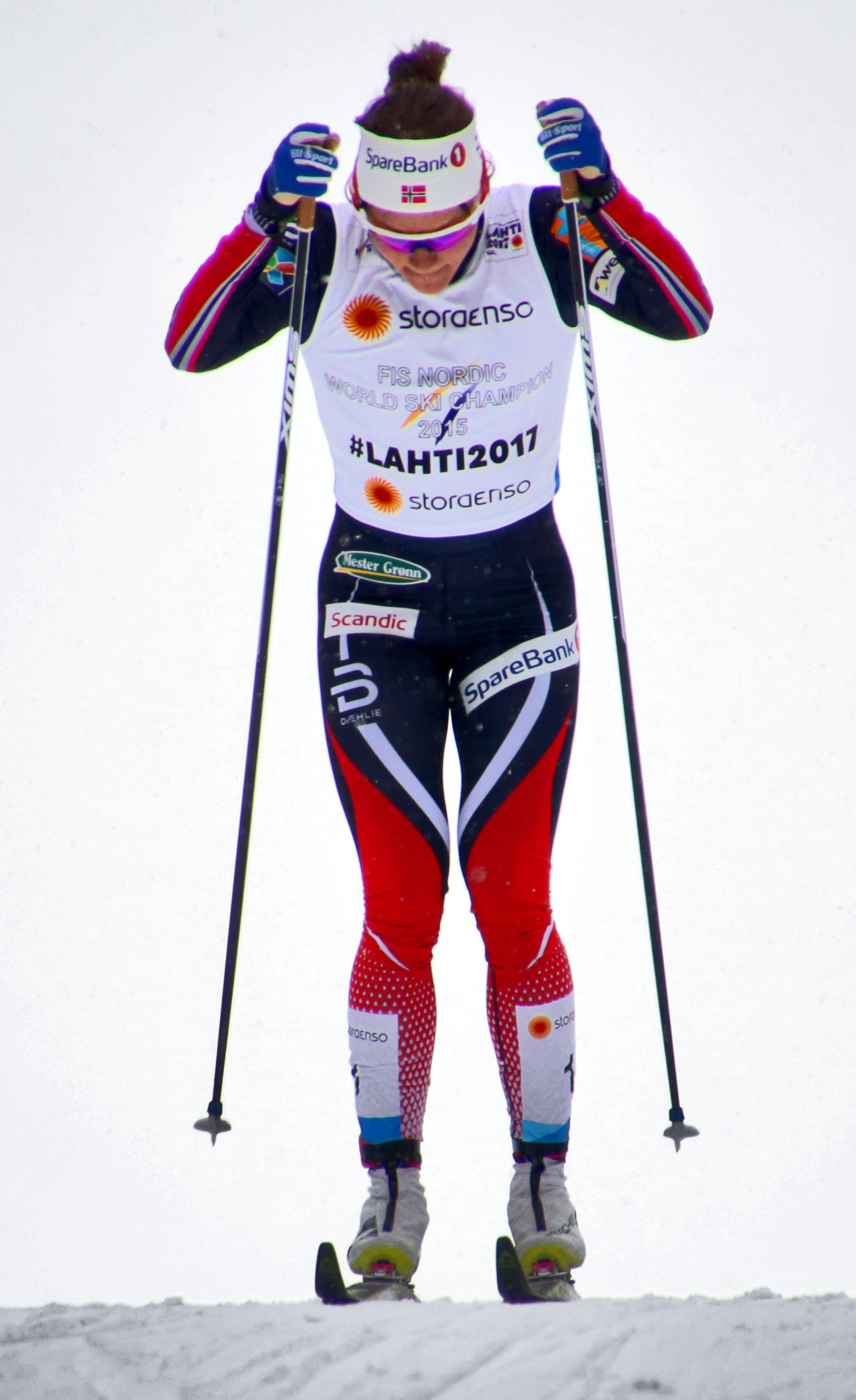
Maiken Caspersen Falla lors du sprint des mondiaux 2017.

Débarrassée de sa principale rivale, la Suédoise Stina Nilsson, victorieuse de trois sprints de la coupe du monde et d'un lors d'une étape du tour de ski, victime d'une chute dans le dernier virage de sa demi-finale, elle remporte la finale du sprint libre des mondiaux 2017 de Lahti. Associée à Heidi Weng sur le sprint par équipes, elle remporte sa deuxième médaille d'or de ces mondiaux, l'équipe norvégienne devançant les Russes de six secondes et les États-Unis de dix-huit. Maiken Caspersen Falla est alignée en première position de l'équipe norvégienne sur le relais quatre fois cinq kilomètres. Lors de son passage de témoin à Heidi Weng, la Norvège est en tête avec la Finlande dont la première relayeuse est Aino-Kaisa Saarinen, la Suédoise Anna Haag et la Polonaise Justyna Kowalczyk. La Norvège et la Finlande sont en tête à mi-parcours, pour le passage en style libre. Astrid Jacobsen fait la différence face à Laura Mononen transmettant le relais à Marit Bjørgen qui termine en tête, devant la Suède et la Finlande. 
Éliminée dès les qualifications lors du sprint classique de Drammen, elle termine deuxième du sprint de Québec, première épreuve des Finales, derrière Stina Nilsson, cette place lui permettant de remporter le classement général des sprints.
Après s'être imposée sur le sprint FIS de Beitostolen, elle ne parvient pas à se qualifier pour les quarts de finale du sprint classique de Ruka, première épreuve de la saison 2017-2018, terminant à la 21e position de ce Rulka Triple. Elle remporte ensuite le sprint classique de Lillehammer, devant la Finlandaise Krista Pärmäkoski et l'Américaine Sadie Bjornsen, À Davos, elle est devancée par sa rivale suédoise Stina Nilsson. Elle participe ensuite au tour de ski, terminant troisième de la première épreuve, le sprint libre de Lenzerheide, remporté par Laurien Van Der Graaff. Elle termine avec le meilleur temps des qualifications du sprint d'Oberstdorf, sprint finalement annulé en raison du vent. Elle décide ensuite d'abandonner et de ne pas terminer la compétition.
Avant les Jeux olympiques de Pyeongchang, elle collecte deux troisièmes places aux sprints de Planica et de Seefeld.
Lors de ces Jeux, elle doit s'incliner devant Stina Nilsson au sprint classique, mais prend tout même la médaille d'argent. Sur le sprint par équipes, elle gagne la médaille de bronze avec Marit Bjørgen. De retour sur la Coupe du monde, elle enchaîne deux victoires aux sprints de Lahti (libre) et Drammen (classique), qui lui assurent le gain de la Coupe du monde de sprint pour la troisième fois consécutive.
En 2018-2019, elle cumule un total de trois victoires en Coupe du monde, mais c'est insuffisant pour conserver le petit globe du sprint, car battue par Stina Nilsson encore. Toutefois, aux Championnats du monde à Seefeld, Falla a le dessus sur sa rivale suédoise en gagnant le titre sur le sprint libre pour conserver celui acquis en 2017. Elle prend aussi la médaille de bronze au sprint par équipes.
Lors de la saison 2019-2020, elle remporte deux sprints classiques à Ruka (Nordic Opening) et Trondheim (Ski Tour) et se classe deuxième des sprints libres de Davos et Lenzerheide.
Aux Championnats du monde 2021, à Oberstdorf, elle signe son meilleur résultat de la saison en décrochant la médaille d'argent sur le sprint classique, gagné par Jonna Sundling. Cet hiver, elle ne dispute qu'une épreuve de la Coupe du monde notamment en raison des choix de la fédération norvégienne de ne pas envoyer d'athlètes sur plusieurs étapes du fait de la pandémie de covid-19. Falla gagne son sixième titre de championne de Norvège du sprint cette année.

## Palmarès

### Jeux olympiques d'hiver
Maiken Caspersen Falla participe à trois éditions des Jeux olympiques, en 2010 où elle obtient une vingtième place en sprint style classique, en 2014, en sprint libre, où elle devient championne olympique, avant de remporter la médaille d'argent lors de édition de 2018, en sprint classique et la médaille de bronze du sprint par équipes.
| Épreuve / Édition   | Sprint                           | Sprint                             | 10 km                            | 10 km                            | Poursuite 2 × 7,5 km | 30 km | Relais                              | Relais   |
| Épreuve / Édition   | libre                            | classique                          | libre                            | classique                        | Poursuite 2 × 7,5 km | 30 km | Sprint                              | 4 × 5 km |
| JO 2010 Vancouver   | Épreuve inexistante à cette date | 20e                                | —                                | Épreuve inexistante à cette date | —                    | —     | —                                   | —        |
| JO 2014 Sotchi      | Médaille d'or, Jeux olympiques   | Épreuve inexistante à cette date   | Épreuve inexistante à cette date | —                                | —                    | —     | —                                   | —        |
| JO 2018 Pyeongchang | Épreuve inexistante à cette date | Médaille d'argent, Jeux olympiques | —                                | Épreuve inexistante à cette date | —                    | —     | Médaille de bronze, Jeux olympiques | —        |

Légende :
- : première place, médaille d'or
- : deuxième place, médaille d'argent
- : troisième place, médaille de bronze
- : pas d'épreuve
- — : Non disputée par Maiken Caspersen Falla

### Championnats du monde
Maiken Caspersen Falla compte dix médailles mondiales à son palmarès. Elle remporte la première de celles-ci en obtenant la médaille de bronze aux mondiaux 2011 d'Oslo lors d'un sprint par équipes aux côtés d'Astrid Jacobsen. Lors de l'édition suivante de Val di Fiemme, elle obtient sa première médaille individuelle, de nouveau le bronze. Aux mondiaux 2015 de Falun, elle remporte la troisième place en individuelle et le titre mondial du sprint par équipes, où elle est associée à Ingvild Flugstad Østberg. Deux ans plus tard, lors de l'édition 2017 de Lahti, elle remporte son premier titre mondial individuel lors du sprint, conserve son titre du sprint par équipes, associée à Heidi Weng puis remporte le relais où ses coéquipières sont Heidi Weng, Astrid Jacobsen et Marit Bjørgen.
| Épreuve / Édition           | Sprint                           | Sprint                           | 10 km                            | 10 km                            | Poursuite 2 × 7,5 km | 30 km | Relais                    | Relais               |
| Épreuve / Édition           | libre                            | classique                        | libre                            | classique                        | Poursuite 2 × 7,5 km | 30 km | Sprint                    | 4 × 5 km             |
| Mondiaux 2009 Liberec       | 39e                              | Épreuve inexistante à cette date | Épreuve inexistante à cette date | —                                | —                    | —     | —                         | —                    |
| Mondiaux 2011 Oslo          | 13e                              | Épreuve inexistante à cette date | Épreuve inexistante à cette date | —                                | —                    | —     | Médaille de bronze, monde | —                    |
| Mondiaux 2013 Val di Fiemme | Épreuve inexistante à cette date | Médaille de bronze, monde        | —                                | Épreuve inexistante à cette date | —                    | —     | —                         | —                    |
| Mondiaux 2015 Falun         | Épreuve inexistante à cette date | Médaille de bronze, monde        | —                                | Épreuve inexistante à cette date | —                    | —     | Médaille d'or, monde      | —                    |
| Mondiaux 2017 Lahti         | Médaille d'or, monde             | Épreuve inexistante à cette date | Épreuve inexistante à cette date | —                                | —                    |       | Médaille d'or, monde      | Médaille d'or, monde |
| Mondiaux 2019 Seefeld       | Médaille d'or, monde             | Épreuve inexistante à cette date | Épreuve inexistante à cette date |                                  | —                    | —     | Médaille de bronze, monde | —                    |
| Mondiaux 2021 Oberstdorf    | Épreuve inexistante à cette date | Médaille d'argent, monde         | -                                | Épreuve inexistante à cette date | -                    | -     | 6e                        | -                    |

Légende :
- : première place, médaille d'or
- : deuxième place, médaille d'argent
- : troisième place, médaille de bronze
- : pas d'épreuve
- — : Non disputée par Maiken Caspersen Falla

### Coupe du monde
- Meilleur classement général : 6e en 2015 et 2016.
- Vainqueur de la Coupe du monde de sprint en 2016 et 2017 et 2018.
- 55 podiums : 
  - 40 podiums en épreuve individuelle : 16 victoires, 13 deuxièmes places et 11 troisièmes places.
  - 15 podiums en épreuve par équipes : 6 victoires, 5 deuxièmes places et 4 troisièmes places.

#### Courses à étapes
- 15 podiums, dont 6 victoires d'étapes.
- Nordic Opening : 3 podiums d'étape, dont 2 victoires.
- Tour de ski : 5 podiums d'étape, dont 1 victoire.
- Finales : 3 podiums d'étape.
- Ski Tour Canada : 3 podiums d'étape, dont 2 victoires.
- Ski Tour 2020 : 1 victoire d'étape.

À l'issue de la saison 2019-2020, Maiken Caspersen Falla compte quinze podiums dans des étapes de mini-tour. Elle obtient le premier de celui-ci lors des Finales de la coupe du monde 2010-2011 à Stockholm, puis de nouveau au même endroit une saison plus tard. Elle obtient son premier podium sur le Nordic Opening en 2015 à Ruka avec une victoire. Elle remporte le sprint de Lenzerheide sur le tour de ski de la même saison, année où elle remporte les sprints de Gatineau et de Canmore et obtient une deuxième place à Québec sur le Ski Tour Canada. Lors de la saison suivante, elle termine deuxième du Nordic opening disputé à Lillehammer puis une nouvelle deuxième place, au Val Mustair, sur le tour de ski. Lors des Finales, elle obtient la deuxième place du sprint libre de Québec. En 2017-2018, elle termine troisième du sprint du tour de ski à Lenzerheide. Elle gagne le sprint classique du Nordic Opening en 2019 à Ruka et de Trondheim au Ski Tour 2020.

#### Détail des victoires
Maiken Caspersen Falla compte quinze victoires individuelles en Coupe du monde, toutes obtenues en sprint. Sa première victoire a lieu lors d'un sprint style libre à Rogla devant Chandra Crawford et Ida Ingemarsdotter.
| Épreuve / Édition | Sprint        | Sprint              | 10 km | 10 km     | Poursuite 2 × 7,5 km | 30 km libre | 30 km libre | Tour de ski ou Finales ou Nordic Opening |
| Épreuve / Édition | libre         | classique           | libre | classique | Poursuite 2 × 7,5 km | libre       | classique   | Tour de ski ou Finales ou Nordic Opening |
| 2011-12           | Rogla         |                     |       |           |                      |             |             |                                          |
| 2012-13           | Canmore       |                     |       |           |                      |             |             |                                          |
| 2013-14           |               | Drammen             |       |           |                      |             |             |                                          |
| 2014-15           |               | Drammen             |       |           |                      |             |             |                                          |
| 2015-16           | Toblach Lahti | Drammen Stockholm   |       |           |                      |             |             |                                          |
| 2016-17           | Davos         |                     |       |           |                      |             |             |                                          |
| 2017-18           | Lahti         | Lillehammer Drammen |       |           |                      |             |             |                                          |
| 2018-19           | Lahti         | Otepää Drammen      |       |           |                      |             |             |                                          |
| 2021-22           |               | Drammen             |       |           |                      |             |             |                                          |

##### Victoires d'étapes
| Date             | Lieu        | pays     | Compétition     | Discipline |
| ---------------- | ----------- | -------- | --------------- | ---------- |
| 27 novembre 2015 | Kuusamo     | Finlande | Ruka Tour       | SP TC      |
| 1 janvier 2016   | Lenzerheide | Suisse   | Tour de Ski     | SP TL      |
| 1 mars 2016      | Gatineau    | Canada   | Ski Tour Canada | SP TL      |
| 9 mars 2016      | Canmore     | Canada   | Ski Tour Canada | SP TC      |
| 29 novembre 2019 | Kuusamo     | Finlande | Ruka Tour       | SP TC      |
| 22 février 2020  | Trondheim   | Norvège  | Ski Tour        | SP TC      |

Légende :

TC = classique

TL = libre

MS = départ en masse

HS = départ avec handicap

PU = poursuite

#### Classements détaillés
| Saison / Épreuve | Général | Général | Distance | Distance | Sprint | Sprint |         | Tour de ski depuis 2007          | Finales depuis 2008              | Nordic Opening depuis 2011       | Ski Tour Canada depuis 2016 |
| ---------------- | ------- | ------- | -------- | -------- | ------ | ------ | ------- | -------------------------------- | -------------------------------- | -------------------------------- | --------------------------- |
| Saison / Épreuve | Place   | Points  | Place    | Points   | Place  | Points |         | Tour de ski depuis 2007          | Finales depuis 2008              | Nordic Opening depuis 2011       | Ski Tour Canada depuis 2016 |
| 2009             | 39e     | 137     | -        | -        | 15e    | 137    | —       | —                                | Épreuve inexistante à cette date | Épreuve inexistante à cette date |                             |
| 2010             | 55e     | 110     | -        | -        | 25e    | 110    | —       | —                                | Épreuve inexistante à cette date | Épreuve inexistante à cette date |                             |
| 2011             | 24e     | 305     | -        | -        | 6e     | 305    | —       | Abandon                          | Abandon                          | Épreuve inexistante à cette date |                             |
| 2012             | 12e     | 703     | 35e      | 89       | 2e     | 536    | —       | 16e                              | 11e                              | Épreuve inexistante à cette date |                             |
| 2013             | 19e     | 417     | 35e      | 98       | 4e     | 283    | —       | 14e                              | —                                | Épreuve inexistante à cette date |                             |
| 2014             | 16e     | 433     | 37e      | 57       | 5e     | 320    | —       | 18e                              | 16e                              | Épreuve inexistante à cette date |                             |
| 2015             | 6e      | 661     | 37e      | 77       | 3e     | 512    | Abandon | Épreuve inexistante à cette date | 7e                               | Épreuve inexistante à cette date |                             |
| 2016             | 6e      | 1151    | 20e      | 269      | 1re    | 726    | Abandon | Épreuve inexistante à cette date | 10e                              | 10e                              |                             |
| 2017             | 8e      | 866     | 7e       | 164      | 1re    | 558    | Abandon | 7e                               | 7e                               | Épreuve inexistante à cette date |                             |
| 2018             | 11e     | 708     | 32e      | 83       | 1re    | 573    | Abandon | 15e                              | 21e                              | Épreuve inexistante à cette date |                             |
| 2019             | 11e     | 657     | 52e      | 34       | 2e     | 583    | Abandon | 13e                              | —                                | Épreuve inexistante à cette date |                             |
| 2020             | 24e     | 351     | -        | -        | 5e     | 351    | Abandon | Abandon (Ski Tour)               | Abandon                          | Épreuve inexistante à cette date |                             |
| 2021             | 81e     | 20      | -        | -        | 47e    | 20     | —       | Épreuve inexistante à cette date | -                                | Épreuve inexistante à cette date |                             |

### Championnats du monde junior
Maiken Caspersen Falla a pris part à deux éditions des Championnats du monde junior en 2009 et 2010. Elle est l'une des révélations des Mondiaux de 2009 avec le titre mondial en relais et une médaille de bronze en sprint style classique à Praz de Lys - Sommand.
| Épreuve / Édition          | Sprint                           | Sprint                           | 5 km                             | 5 km                             | Poursuite 2 × 5 km               | Relais                           |
| Épreuve / Édition          | libre                            | classique                        | libre                            | classique                        | Poursuite 2 × 5 km               | Relais                           |
| Mondiaux 2009 Praz de Lys  | Épreuve inexistante à cette date | Médaille de bronze               | 24e                              | Épreuve inexistante à cette date | 5e                               | Médaille d'or                    |
| Mondiaux 2010 Hinterzarten | 12e                              | Épreuve inexistante à cette date | Épreuve inexistante à cette date | Épreuve inexistante à cette date | Épreuve inexistante à cette date | Épreuve inexistante à cette date |

### Coupe de Scandinavie
- 6e du classement général en 2011.
- 2 podiums, dont 1 victoire.

### Championnats de Norvège
Elle est titrée en sprint en 2012, 2013, 2014, 2017, 2020 et 2021.